# Láng József (ügyvéd)
Láng József (Fegyvernek, 1851. április 13. – Budapest, 1918. március 2.) ügyvéd, költő.

## Élete
Láng József uradalmi tiszt és Kepler Katalin fia. Apjának 1854-ben történt halálával, édesanyjának gondjai alatt nevelkedett, aki a kecskeméti református főgimnáziumban küldte; itt az irodalomtörténet tanára, Fehér Péter buzdította a költői hajlamú fiút a versírásra. 1880. június 1-jénnyert ügyvédi oklevelet és ezután gyakorló ügyvéd volt Budapesten.
Költeményei a Kecskeméti Lapokban és a Családi Körben jelentek meg.

## Munkája
- Az árban. Versek. Bpest, 1900.